# Полга
Полга — деревня в составе Валдайского сельского поселения Сегежского района Республики Карелия.

## Общие сведения
Расположена на восточном берегу озера Выгозеро.

## Памятники природы
В 10 км на северо-запад от деревни расположен государственный региональный болотный памятник природы — Болото Савороженское площадью 560,0 га, ценный ягодник клюквы.
В 12 км на северо-запад от деревни расположен государственный региональный болотный памятник природы — Болото Ален площадью 149,0 га, ягодник клюквы.

## Население
| 2002 | 2009 | 2010 | 2013 |
| ---- | ---- | ---- | ---- |
| 281  | ↘208 | ↘140 | ↘124 |

## Улицы
- ул. Заречная
- ул. Ленина
- ул. Лесная
- ул. Набережная
- ул. Октябрьская
- ул. Подгорная
- ул. Пристанская
- ул. Причальная
- ул. Советская
- ул. Центральная
- ул. Школьная

## Происшествия
В декабре 2014 года по свидетельству одного из местных жителей в Выгозеро рядом с деревней упал метеорит. В карельском озере начались поиски метеорита. lenta.ru. Дата обращения: 19 июля 2020. Архивировано 12 марта 2016 года.. ИНспектор комиссии по маломерным судам, прибывший на место, обнаружил большую полынью и обрушение берега соседнего острова.

## Фотографии
|  |  |